# Épisodes de Hidden Palms : Enfer au paradis
Cet article présente le guide des épisodes de la série télévisée Hidden Palms : Enfer au paradis.

## Distribution
- Michael Cassidy (VF : Franck Lorrain) : Cliff Wiatt
- Taylor Handley (VF : Yoann Sover) : Johnny Miller
- Amber Heard (VF : Chloé Berthier) : Greta Matthews
- Sharon Lawrence (VF : Pascale Vital) : Tess Wiatt
- D.W. Moffett (VF : Mathieu Buscatto) : Bob Hardy
- Gail O'Grady (VF : Martine Irzenski) : Karen Hardy
- Ellary Porterfield (VF : Émilie Rault) : Liza Witter
- Tessa Thompson (VF : Aurélie Nollet) : Nikki Barnes
- Valerie Cruz (VF : Marie Zidi) : Maria Nolan
- Leslie Jordan (VF : Patrice Dozier) : Jesse Jo
- J. D. Pardo (VF : Stanislas Crevillien) : Eddie
- Kyle Secor (VF : Bertrand Liebert) : Alan « Skip » Matthews
- J. R. Cacia : Travis Dean
- Cheryl White : Helen Witter

## Épisodes

### Épisode 1:Nouveau Départ
- États-Unis : 30 mai 2007
- Suisse : 14 juin 2008

- États-Unis : 1.82 M[1]

### Épisode 2:Le Masque d'Eddie
- États-Unis : 6 juin 2007
- Suisse : 21 juin 2008

- États-Unis : 1.54 M[2]

Pendant que Johnny essaye durement d'obtenir sa place dans le cœur de Greta, Nikki arrive à Palm Springs. Nikki est une fille qu'il a connu en cure de désintoxication. Elle cherche à rester sobre, alors Johnny lui propose d'entrer dans  son club des AA. À une soirée, Nikki a bu et ruine le premier rendez-vous de Johnny et Greta mais elle provoque l'admiration de Cliff. Ce dernier déteste l'ex-copain de Tess et va vouloir l'éloigner d'elle. 

### Épisode 3:Lendemain de fête
- États-Unis : 13 juin 2007
- Suisse : 28 juin 2008

- États-Unis : 1.48 M[3]

### Épisode 4:Enquête à Palm Springs
- États-Unis : 20 juin 2007
- Suisse : 5 juillet 2008

### Épisode 5:Deuxième Chance
- États-Unis : 20 juin 2007
- Suisse : 12 juillet 2008

### Épisode 6:Liaisons dangereuses
- États-Unis : 27 juin 2007
- Suisse : 19 juillet 2008

### Épisode 7:Jalousie
- États-Unis : 27 juin 2007
- Suisse : 26 juillet 2008

### Épisode 8:Le Poids du passé
- États-Unis : 4 juillet 2007
- Suisse : 2 août 2008